# Ausbildungspark Verlag
Die Ausbildungspark Verlag GmbH ist ein Sachbuchverlag und E-Learning-Anbieter für Ausbildungsbewerber und Berufseinsteiger.
Er wurde 2009 gegründet. Der Verlagssitz ist Offenbach am Main.

## Verlagsprogramm
Das Verlagsprogramm beinhaltet Ratgeber und Übungsbücher zu Auswahlverfahren von Unternehmen und Behörden. Schwerpunkte sind die Themen Bewerbung, Eignungstest, Einstellungstest, Vorstellungsgespräch und Assessment-Center. Abgedeckt werden über 100 duale Ausbildungsberufe sowie Ausbildungen und duale Studiengänge bei der Bundeswehr, der Polizei, der Feuerwehr, dem Zoll und im öffentlichen Dienst.
Die Bücher des Verlags werden von zahlreichen wissenschaftlichen Bibliotheken geführt. Er ist Mitglied im Börsenverein des Deutschen Buchhandels. Bei zahlreichen verlegten Büchern zeichnet der Gesellschafter Marcus Mery als Mitverfasser. Als Imprint für Kinderbücher wird im gleichen Haus der Trampolin Verlag geführt.

## Onlineportal und Lernsoftware
Der Verlag betreibt mit seiner Homepage ein Onlineportal mit Online-Einstellungstests. Die Bildungssoftware YouBot – Der Bewerbungsassistent wurde in Kooperation mit der KAUSA Servicestelle des Amtes für Arbeitsförderung, Statistik und Integration der Stadt Offenbach am Main entwickelt. Sie unterstützt Ausbildungsbewerber beim Verfassen von individuellen Bewerbungsanschreiben.
Die Lernsoftware eTrainer ermöglicht ein Online-Training für Einstellungstests. Sowohl YouBot als auch eTrainer erhielten 2019 bzw. 2020 das Comenius-EduMedia-Siegel für „didaktische und mediale Qualität“ im Bereich Medien- und Erwachsenenbildung.